# Nermiș
Nermiș – wieś w Rumunii, w okręgu Arad, w gminie Archiș. W 2011 roku liczyła 197 mieszkańców. 